# Alysia divergens
Alysia divergens är en stekelart som beskrevs av Simon Bengtsson 1926. Alysia divergens ingår i släktet Alysia och familjen bracksteklar. Arten är reproducerande i Sverige. Inga underarter finns listade i Catalogue of Life.